# Hyundai

Hyundai oprichter Chung Ju-yung (oktober 1998)

Hyundai (hangul: 현대) is een Zuid-Koreaans conglomeraat of chaebol. Het is een overkoepelende naam voor verschillende Zuid-Koreaanse bedrijven die meestal als dochteronderneming van de Hyundai Group werden opgericht. 
In Europa wordt Hyundai meestal gebruikt voor het automerk van de Hyundai Motor Company.

## Geschiedenis
Het begin van de groep gaat terug tot 1947. Chung Ju-yung (1915–2001) was de oprichter, zijn ouders waren arme boeren en hij kreeg niet veel scholing. In de jaren 40 begon hij met een onderhoudsbedrijf voor vracht- en personenwagens. In 1947 volgde de Hyundai Engineering and Construction Company, een aannemer voor infrastructurele werken als wegen en havens en andere bouwprojecten. Het werkte veel voor het Amerikaanse leger in Zuid-Korea en volgde het leger ook naar Vietnam tijdens de Vietnamoorlog. Het bedrijf werd daarmee internationaal actief en haalde ook opdrachten binnen uit Australië.
Na de militaire coup in 1961 door Park Chung-hee werd de economische focus verlegd naar de export. Bedrijven werden hiertoe gestimuleerd, waarvan Hyundai heeft geprofiteerd, maar ook salarissen mochten niet te veel stijgen om de producten betaalbaar te houden op de wereldmarkt. Vakbonden werden toegestaan maar alleen na toestemming van de regering. De vakbonden mochten onderhandelen met de bedrijfsleiding, maar stakingen werden nauwelijks toegestaan en met veel politie geweld beëindigd. Omstreeks 1987 maakte Zuid-Korea een draai naar een democratisch bestel met een vermindering van het politiegeweld tegen stakers tot gevolg. In de jaren 80 kwamen semimilitaire organisaties op, deze particuliere organisaties werden door de bedrijven ingehuurd om werknemers te intimideren en stakingen te breken. In 1987 wilden werknemers van diverse bedrijven van Hyundai vakbonden oprichten, maar de bedrijfsleiding was ze voor en lieten bedrijfsvriendelijke vakbonden registreren. De werknemers kwamen hiertegen in opstand en dit leidde tot massaprotesten. Er lagen ook eisen voor flinke loonsverhogingen omdat de lonen laag waren en de werktijden lang. Chung Ju-yung riep werknemers op die in het leger hadden gediend, om op te treden tegen het communistische complot van de vakbonden en het moederland te verdedigen door de vakbonden bij Hyundai te verslaan. In september 1987 was er een ware veldslag in Ulsan en pas na zo'n 120 dagen gingen de Hyundai werknemers weer aan het werk.
In 1968 besloot Chung een autofabriek op te starten onder de naam Hyundai Motor Company (HMC). Het eerste contract was met de Ford Motor Company en HMC ging auto's assembleren en verkopen in Zuid-Korea. HMC ging, in samenwerking met het Japanse Mitsubishi Motors een eigen personenwagen ontwikkelen en maken, de Hyundai Pony die in 1975 op de markt kwam. In 1983 volgde de Steller en in 1988 kwam de eerste luxe auto op de markt, de Grandeur, allemaal met de hulp van Mitsubishi. Drie jaar later werd een verbeterde versie van de Hyundai Pony in Canada op de markt gebracht en een jaar later in de Verenigde Staten.
In 1973 werden de activiteiten uitgebreid met een scheepswerf in Ulsan, Hyundai Heavy Industries. Het werd een succes en de werf kreeg opdrachten voor de bouw van schepen van Japanse en westerse rederijen. Na de eerste oliecrisis van 1973 steeg de olieprijs fors en de inkomsten stegen voor de landen in het Midden-Oosten. Hyundai kreeg grote opdrachten waaronder de bouw van een haven en groot industrieelcomplex in Jubail. Veel onderdelen voor de haven werden in Ulsan gemaakt en vervolgens verscheept naar Saudi-Arabië. Het project werd 10 maanden eerder dan afgesproken opgeleverd, wat de reputatie van Hyundai goed heeft gedaan.
Nieuwe ondernemingen werden opgericht om de diverse activiteiten te ontplooien, zoals Hyundai Engine & Machinery, Hyundai Electric Engineering, Hyundai Rolling Stock en omstreeks 1970 werd Hyundai Electronics Industries opgericht om actief te worden op het gebed van consumentenelektronica. 
In 1987 werd de totale jaaromzet van de groep geschat op US$ 22,7 miljard en de chaebol telde zo'n 140.000 medewerkers. De twee grootse onderdelen waren HMC, met 29.000 medewerkers, en Hyundai Heavy Industries met 48.200 medewerkers.

## Bedrijfsdivisies
De Hyundai Group omvat verschillende bedrijfsonderdelen:
- Hyundai Group, Zuid-Koreaans conglomeraat
- Hyundai Heavy Industries Group, de industrietak
  - Hyundai Corporation, handelsafdeling
  - Hyundai Mipo Dockyard, scheepswerf
  - Hyundai Oilbank, raffinaderij van petroleum
  - Hyundai Merchant Marine, rederij
- Hyundai Motor Group, de autotak
  - Hyundai Motor Company, autofabrikant
  - Hyundai Rotem, spoorwegmaterieel, defensie en fabrieksinstallaties
  - Hyundai Steel, staalproducent
  - Hyundai (rallysport), het rallysportteam
- Hyundai Electronics, voormalig chipfabrikant, na fusie met LG verder als SK Hynix.